# Maxtla
Maxtla (zm. 1428) – wódz Tepaneków (1426–1428), syn Tezozomoca (zm. 1426). 
Maxtla zabił swego brata, który po śmierci ojca chciał objąć władzę z poparciem rady starszych. Najprawdopodobniej z jego rozkazu zginęli w 1427 władca Azteków Chimalpopoca i jego syn. Kolejny władca Azteków Itzcoatl w 1428 sprzymierzył się z władcą Texcoco Nezahualcoyotlem oraz władcą Tlacopánu, których wojska zniszczyły stolicę Tepaneków Azcapotzalco a Nezahualcoyotl zabił Maxtlę.